# İbrahimhacılı
İbrahimhacılı är en ort i Azerbajdzjan.   Den ligger i distriktet Tovuz Rayonu, i den västra delen av landet, 400 km väster om huvudstaden Baku. İbrahimhacılı ligger 514 meter över havet och antalet invånare är 3 838.
Terrängen runt İbrahimhacılı är kuperad åt sydväst, men åt nordost är den platt. Runt İbrahimhacılı är det ganska tätbefolkat, med 108 invånare per kvadratkilometer.. Närmaste större samhälle är Qovlar, 5,6 km norr om İbrahimhacılı.
Trakten runt İbrahimhacılı består till största delen av jordbruksmark.